# 阿库斯 (公司)
阿库斯，雷诺卡车防务的前身，是一家专门生产军用车辆的法国企业，隶属于瑞典沃尔沃。

## 历史
第一次世界大战期间，雷诺的车辆生产主要集中在军事装备上，包括雷诺FT轻型坦克、弹药和飞机发动机。雷诺还为法国军队制造了一款四轮转向驱动的火炮牵引车，雷诺EG。然后，六百辆出租车（参见马恩河的出租车）在马恩河战役期间运送部队。总共为战争交付了9230辆车。

### 2001-2018：沃尔沃时代
2001年，雷诺将雷诺卡车防务公司（RTD）出售给沃尔沃集团。
2006年5月，RTD收购了ACMAT公司，该公司专业生产轻型战术车辆（VLRA和ALTV）。
2012年11月，雷诺卡车防务收购了法国潘哈德防务。
2016年11月，沃尔沃集团宣布，希望出售沃尔沃集团政府销售部门，即沃尔沃的防务部门，其中包括雷诺卡车防务公司、ACMAT、潘哈德防务、麦克防务有限责任公司和VGGS大洋洲公司。VGGS占沃尔沃集团营业额的1.5%。截至目前，法国陆军90%的军车由RTD生产。参与此次收购的有比利时中小口径炮塔制造商CMI和2015年成立的法德集团KNDS。后者受到持有50%股权的国家的青睐。2017年10月，沃尔沃集团放弃出售。
2016年12月，国防部长让-伊夫·勒德里昂宣布雷诺卡车防务赢得了3700辆ACMAT VT4轻型车辆（标致P4的替代品）的合同。瑞典沃尔沃以这种形式在法国领土上出售产品。科威特赢得了另一份价值2.7亿欧元的300辆重型车辆的合同。所选车辆是由雷诺卡车防务进行军事化改造的福特撼路者。

### 2018：雷诺卡车防务公司更名为阿库斯
自2018年5月24日起，公司更名为阿库斯（Arquus），Arma和Equus的缩写。
沃尔沃集团禁止其法国子公司公布2020年年度营业额和财务业绩。2018年营业额增长25%，2019年增长38%，交付了2156辆车，预计2019年销售额约为6亿欧元，其中35%处于运营准备阶段。其首席执行官Emmanuel Levacher预测2020年增长10%。

### 2024：科克里尔提出收购
2024年，约翰·科克里尔计划收购阿库斯，同时承诺维持现有的管理并继续在现有的法国工厂进行生产。从政治上讲，此次收购请求是法国和比利时加强军事合作的一部分。
谈判正在进行中。

## 公司结构
该公司的总部位于凡尔赛的巴黎-萨克雷技术中心。
2016年，该公司拥有1300名员工，在法国拥有3个品牌（RTD、ACMAT、潘哈德）、5个生产工厂（利摩日、富尔尚博、圣纳泽尔、于尔普瓦地区马罗勒和圣日耳曼拉瓦勒）以及两个拟建的（凡尔赛和里昂）用于研究和开发的中心。
2020年初，该公司宣布在法国拥有1500名员工和四个生产基地，其中一半以上的车辆生产于于尔普瓦地区马罗勒。2019年该工厂生产了1200辆车。

## 产品

### 装甲车
- VBMR狮鹫（英语：VBMR Griffon）。2种型号：VBMR 6X6狮鹫和VBMR-L（英语：VBMR_Griffon#VBMR-L_Serval） 4X4薮猫。作为蝎子项目的一部分，研发VBMR狮鹫是为了取代法国陆军当前的VAB装甲车。
- EBRC美洲豹：新一代六轮驱动装甲侦察车，作蝎子项目的一部分，目的是参与城市或山区的战斗。
- VAB装甲车：重约15吨的中型装甲车，有四轮驱动（4×4）和六轮驱动（6×6）配置。大约有三十种不同的衍生型号：指挥车、炮兵观察车、救护车、工程车、NBC侦察车、武器系统运载车（导弹、迫击炮、炮塔）、执法（VBMO）车等。1975年开始服役。

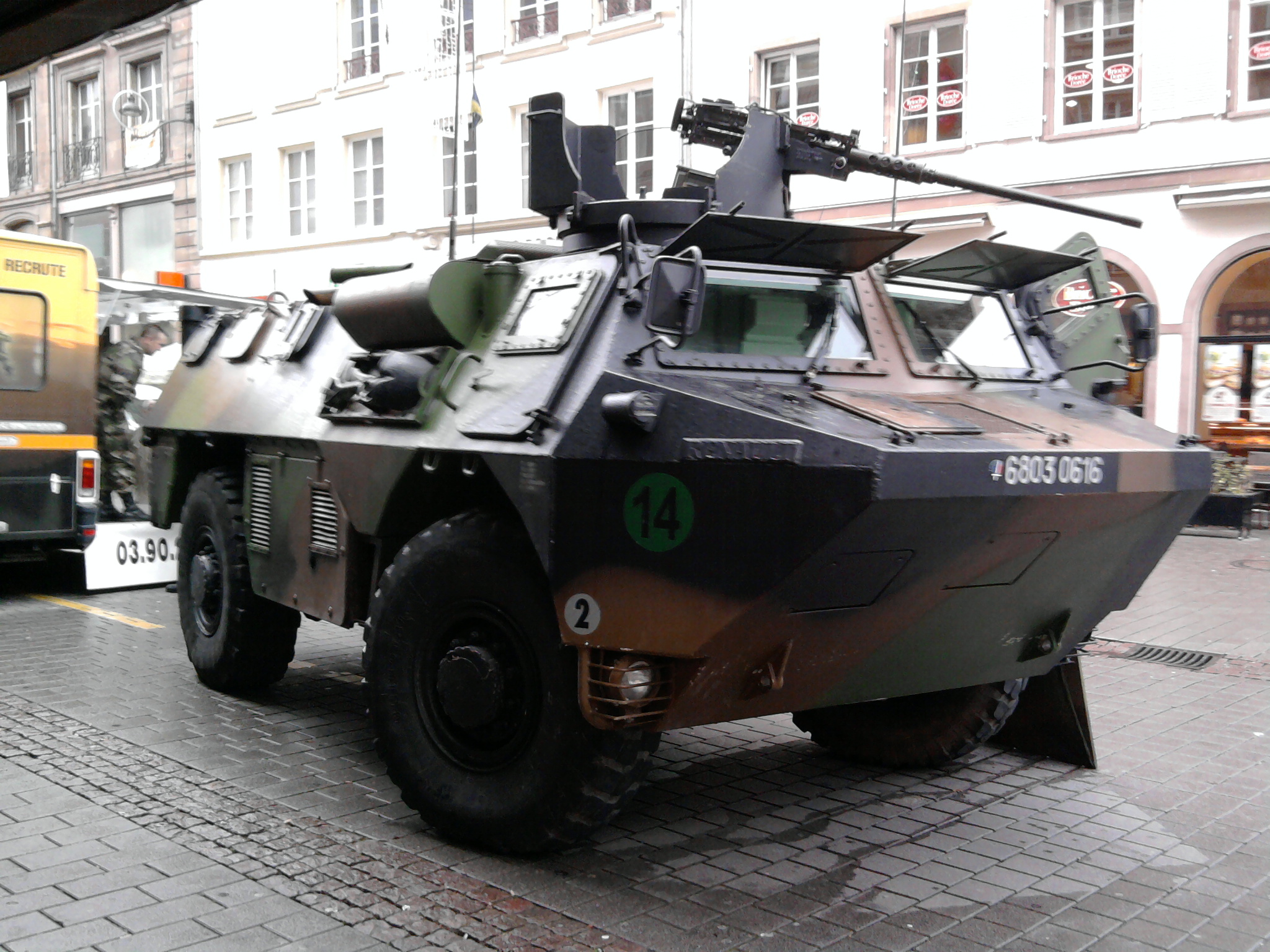
VAB装甲车
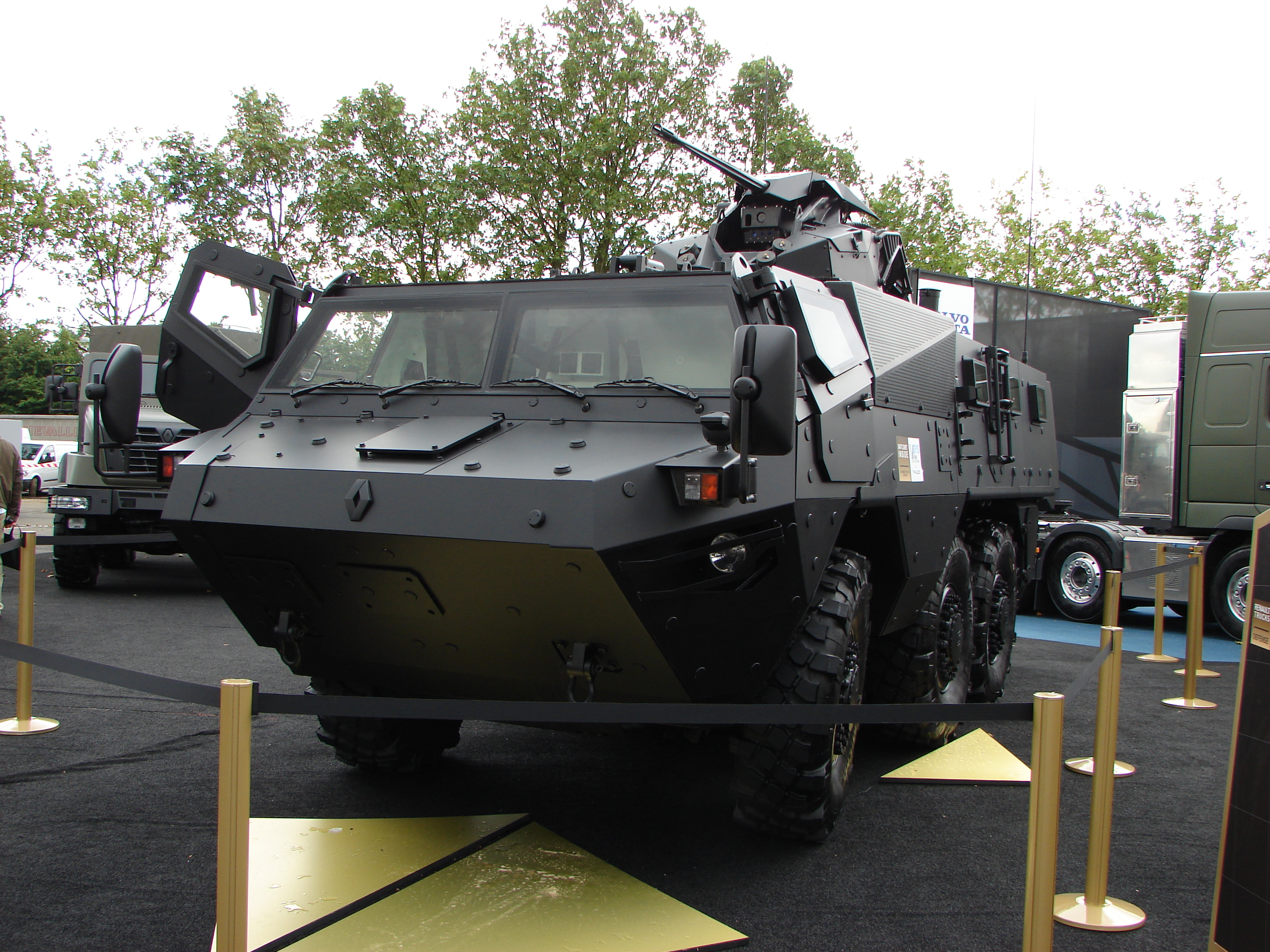
VAB Mk.III
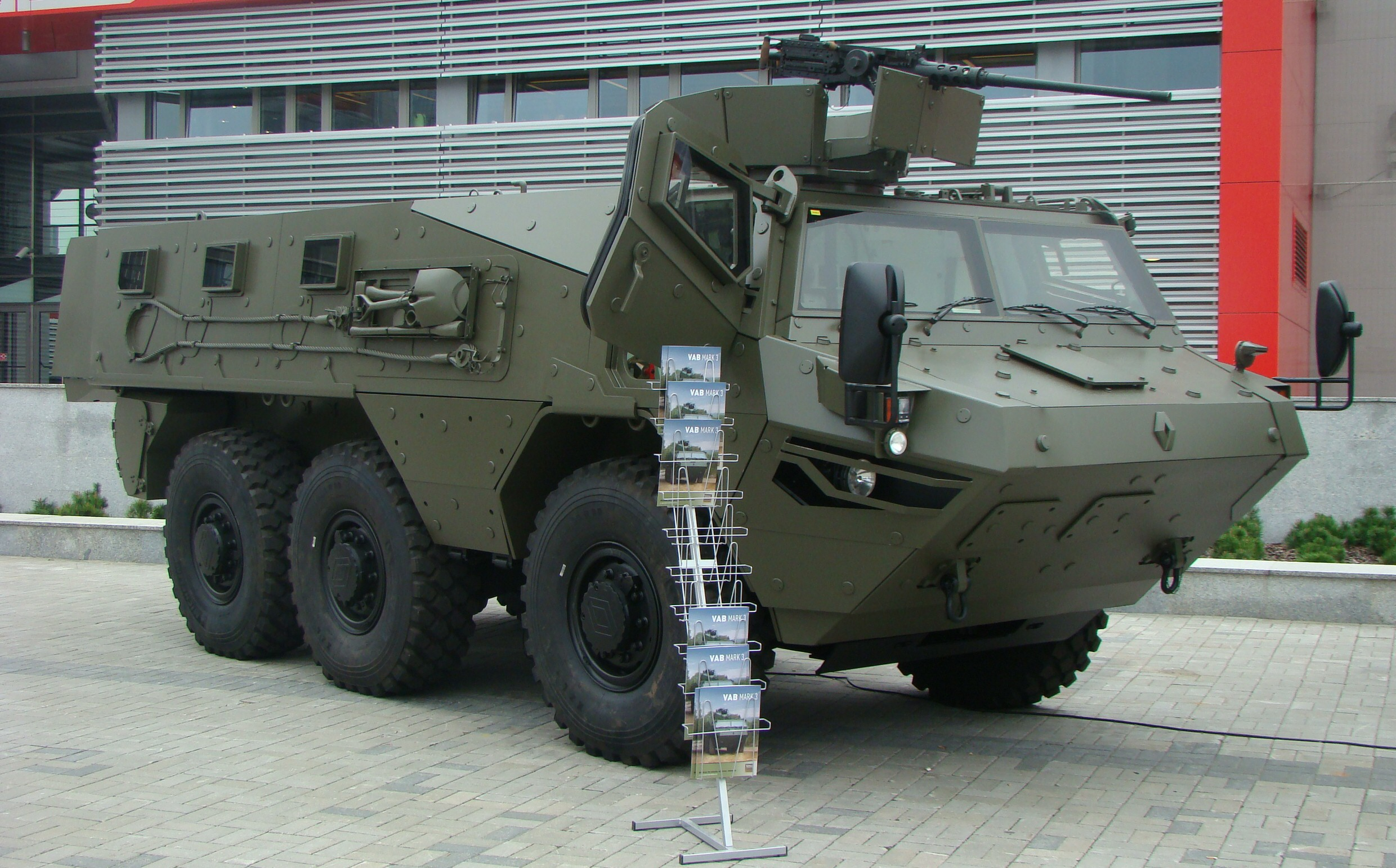
VAB Mk.3

- MRAP：雷诺卡车防务的20吨防雷反伏击车将6x6夏尔巴中型10（法语：Renault Sherpa 10）战术卡车与“V”形装甲车身相结合，2008年欧洲国际防务展上首次亮相。
- 多用途装甲运载车（英语：Armoured Multirole Carrier）：2008年的欧洲国际防务展上公布了重达22吨的6×6中型装甲车概念车。
- 堡垒MK-2（法语：Fortress MK-2）：2020年面世。

### 夏尔巴

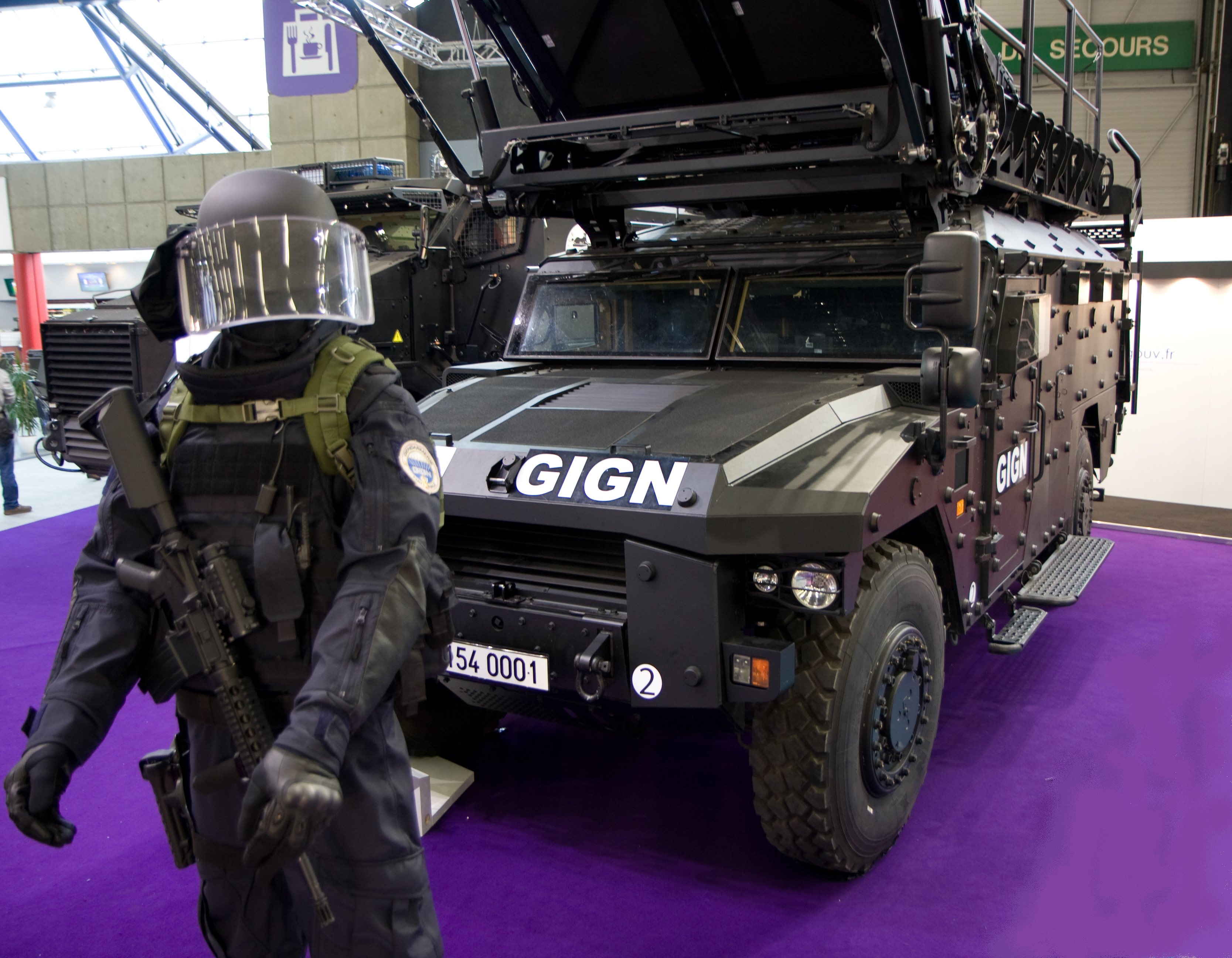
GIGN夏尔巴APC突击车

夏尔巴轻型系列包括7.9-11吨重的6个版本：
- 夏尔巴轻型侦察员（夏尔巴2（英语：Sherpa Light）），用于侦察和巡逻任务（4-5人）；
- 防护良好的夏尔巴轻型（4-5 人）；
- 夏尔巴轻型运载车（夏尔巴3（法语：Renault Sherpa 3）），带有用于后勤任务的拖车；
- 夏尔巴轻型APC（夏尔巴3A），用于部队运输（10人）；
- 用于特种部队的夏尔巴轻型FS（也称为军刀）（4-5人）；
- 夏尔巴轻型装甲武器运载车，用于运输MBDA的防空MPCV等武器系统。

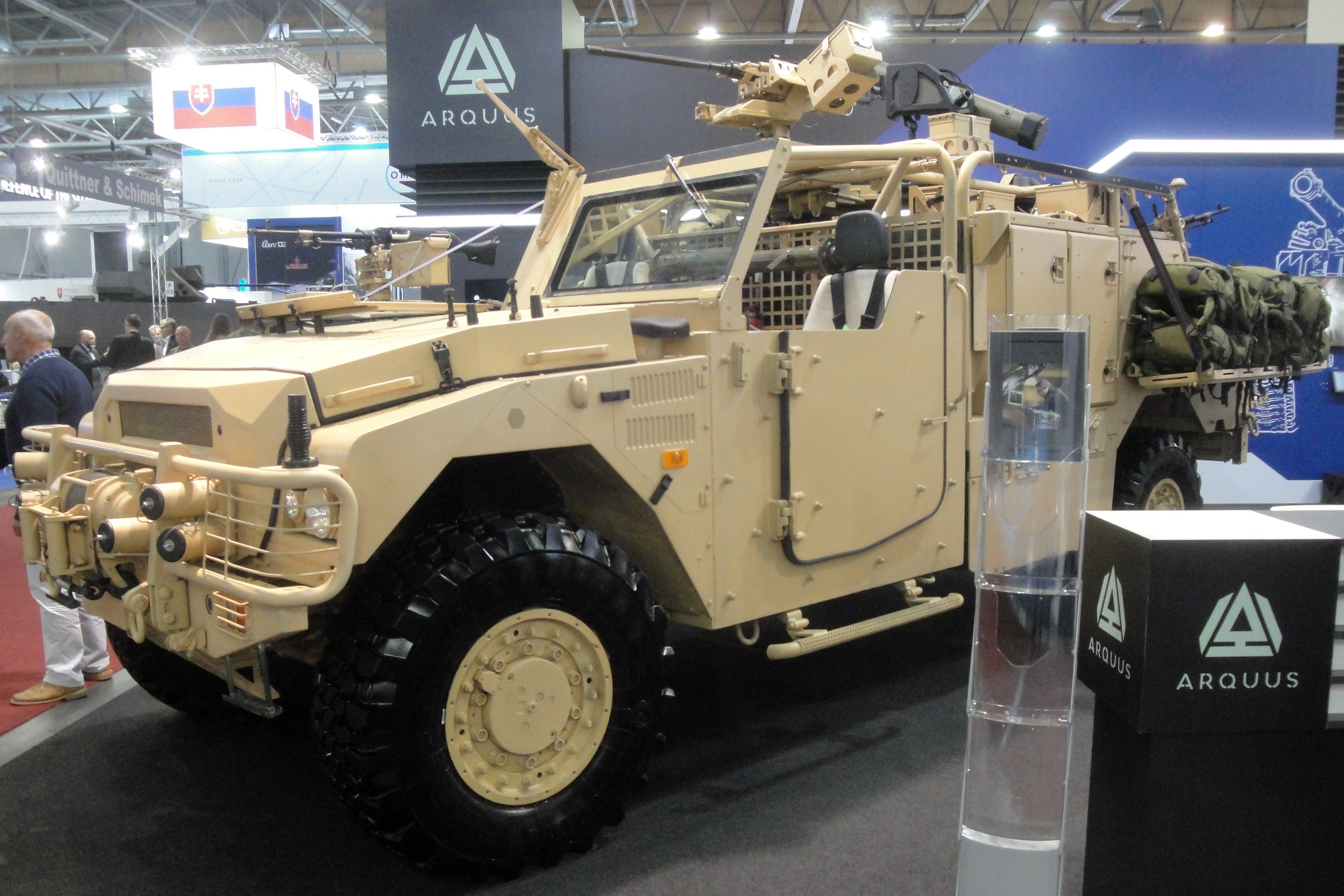
2019年展出，一辆改装自夏尔巴轻型的阿库斯军刀战车，带有公司徽标。

北约、法国以及埃及和智利等其他国家订购了夏尔巴轻型突击车型号。

### 卡车

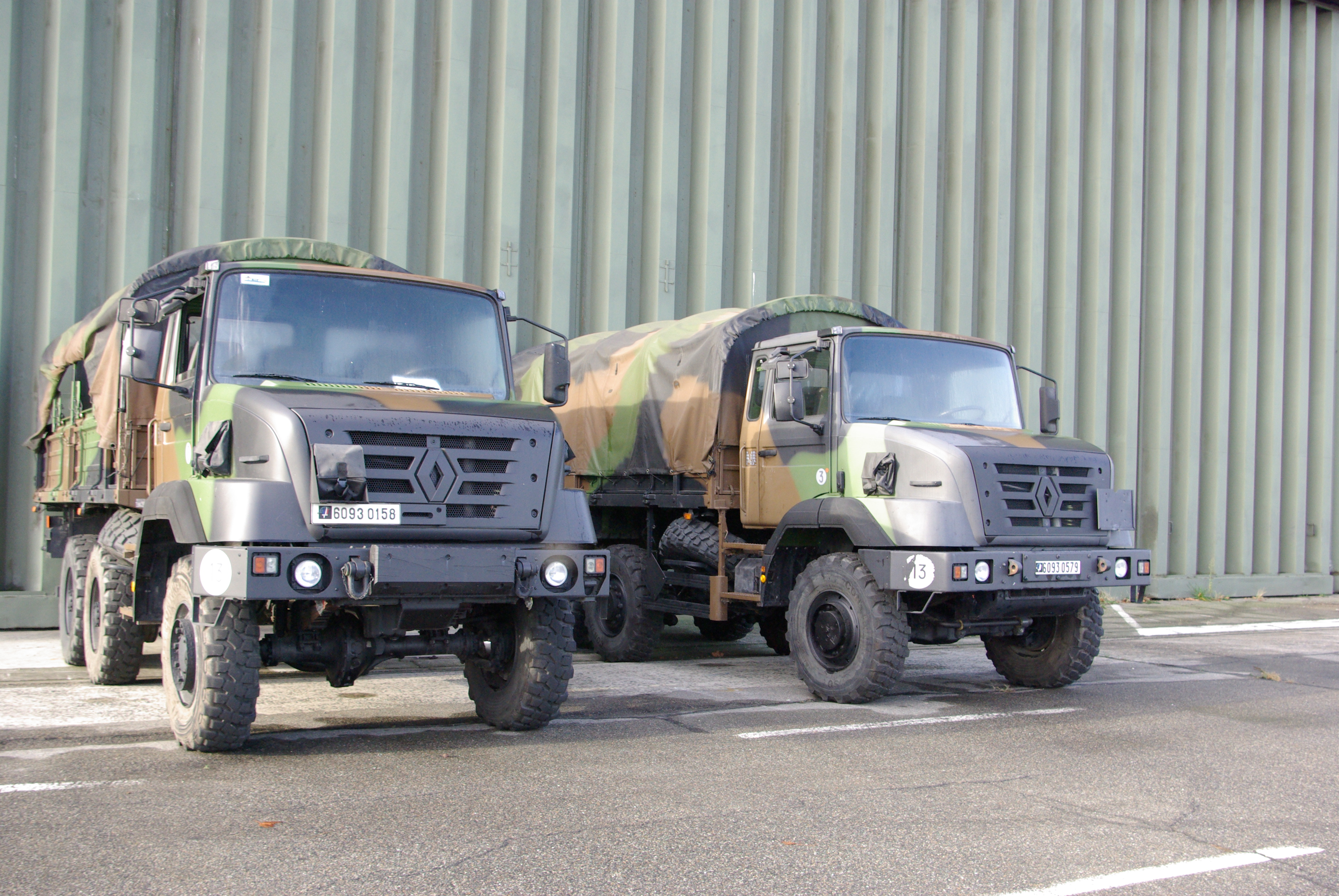
法国陆军夏尔巴5

包括ACMAT VLRA卡车系列。
还包括6x6和4x4战术卡车系列：有效载荷为6-12吨的夏尔巴5和夏尔巴10。它们的特点是全地形机动。夏尔巴5作为155毫米CAESAR火炮系统的底盘和弹药运输车在法国军队服役。夏尔巴中型可以用C-130空运。
较重的夏尔巴15和夏尔巴20停售。
该系列物流卡车源自民用的凯拉克斯并进行了军事化改装。它包括运输车和拖拉机。军用型主要有4×4、6×6、8×4和8×8配置。凯拉克斯正在法国军队和包括乍得在内的许多其他国家服役。
TRM 700-100牵引车，专为运载勒克莱尔坦克而设计。

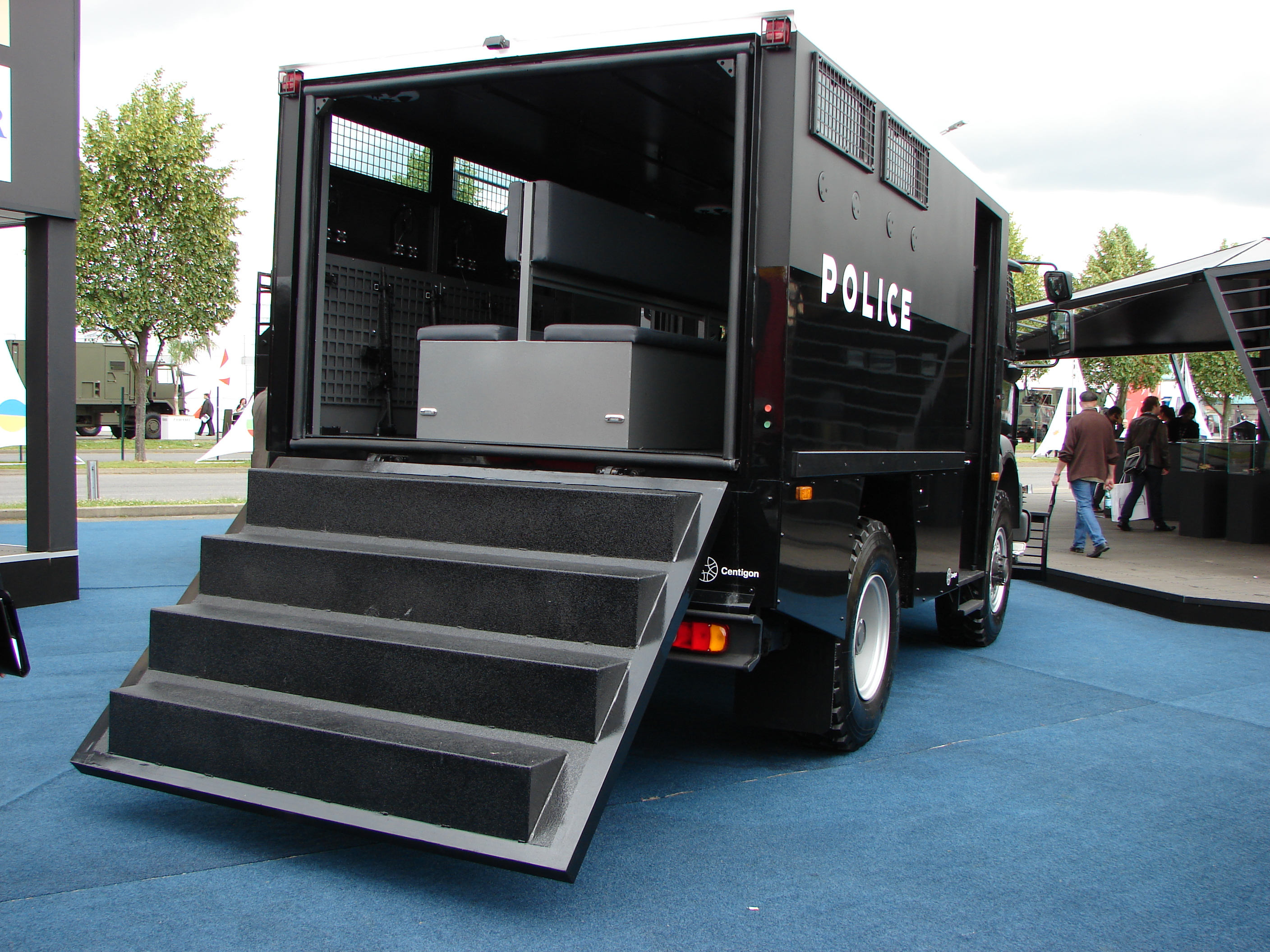
MIDS
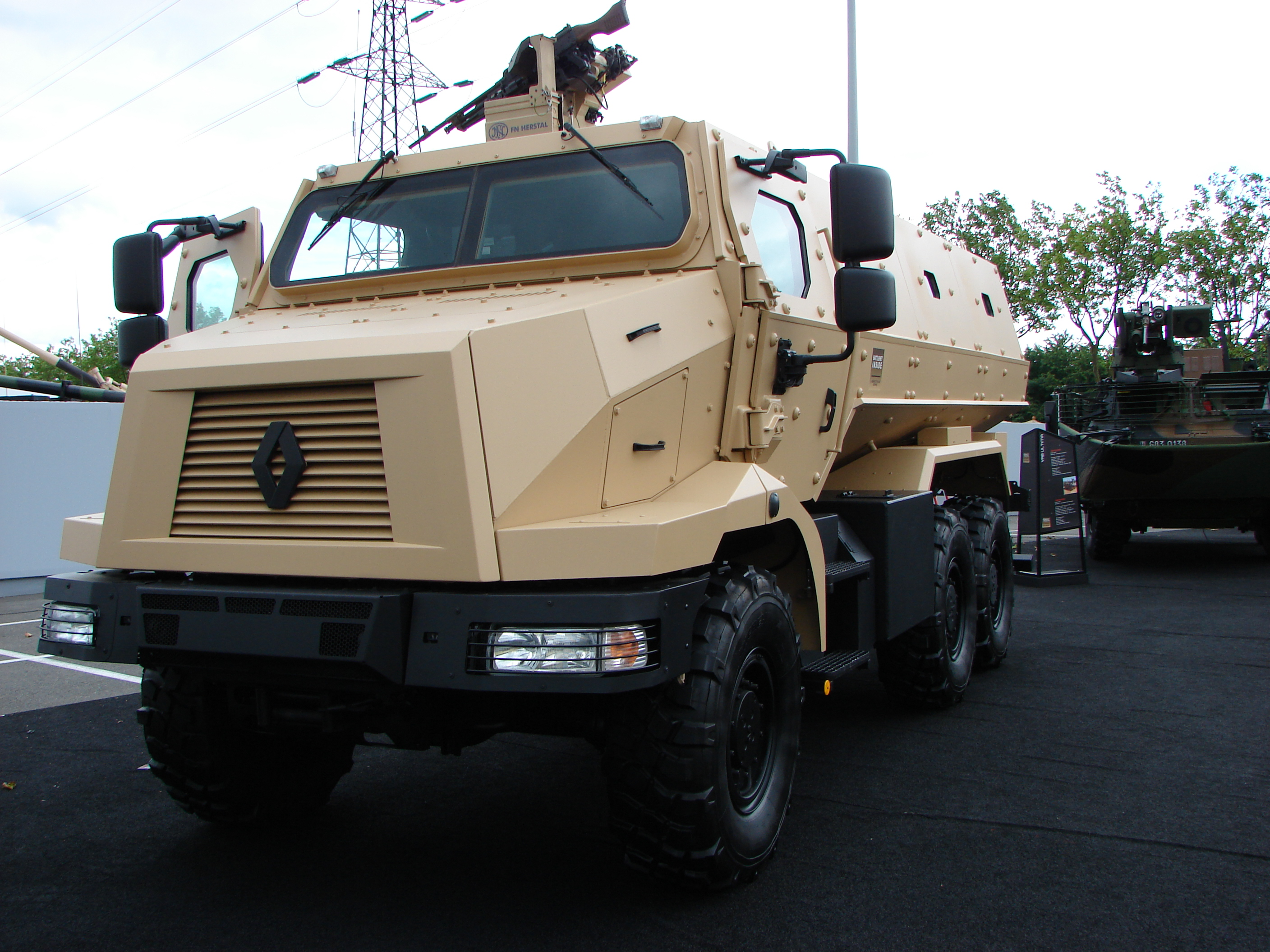
HIGUARD

### 遥控武器站
阿库斯通过其大黄蜂业务部门销售其遥控武器站系列。法国军队已订购三种型号：

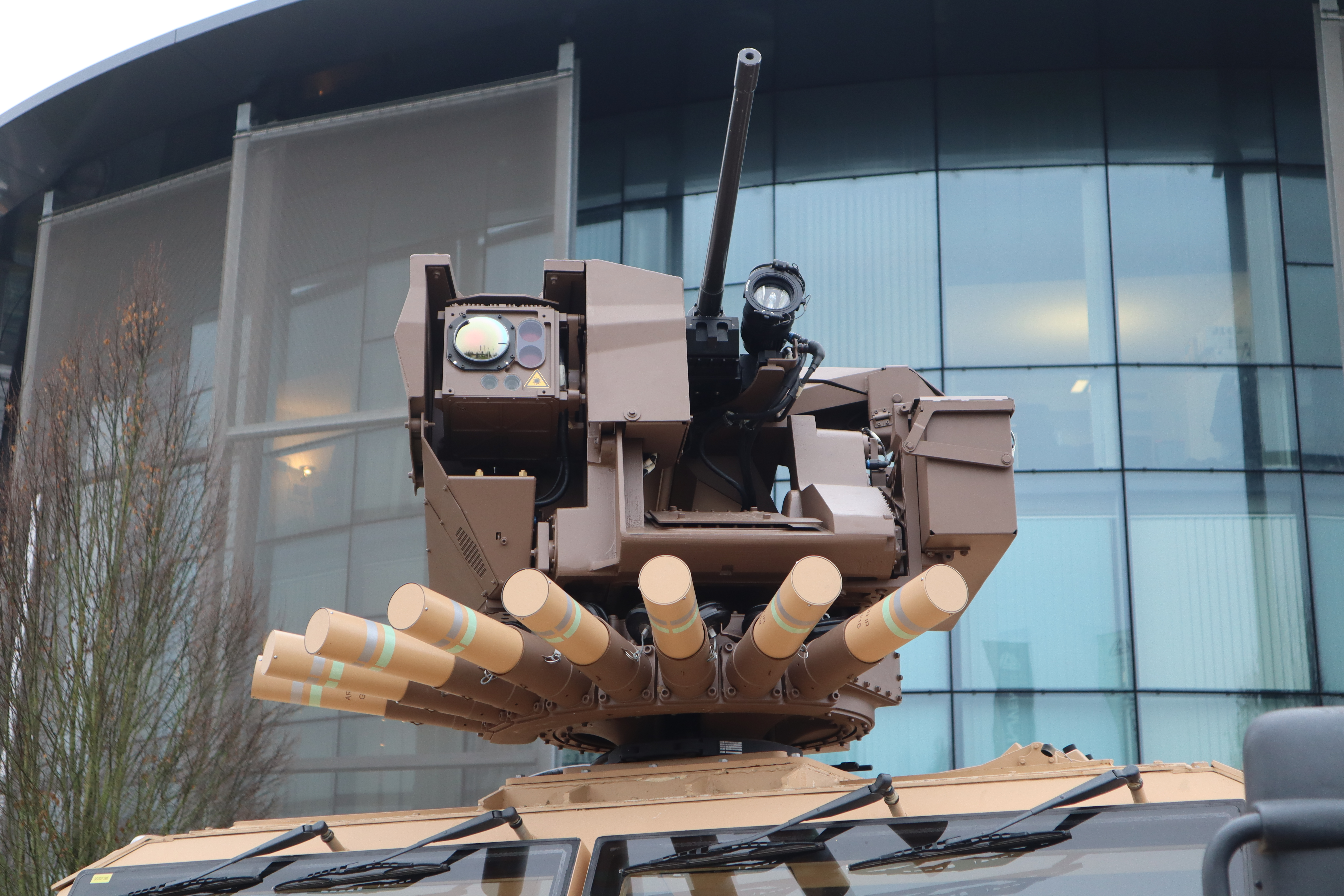
T1/大黄蜂武器站

- 狮鹫装甲车（英语：VBMR Griffon）上的大黄蜂（T1）[22]
- 大黄蜂Lite（大黄蜂轻装型号）
- 装备美洲豹装甲车的大黄蜂S[23]

在向法国军队出售了1700多台之后，自2021年起，阿库斯开始与负责光电系统的赛峰集团就出口业务进行合作。
大黄蜂还可被应用于集成方案，为武器站添加新功能。 :
- 大黄蜂隐形防护通过梅特拉维布防务（法语：Metravib Defence）的Pillar V声学探测器与拉克鲁瓦集团（法语：Étienne Lacroix (groupe)）的Galix烟雾发射器环（在与武器不同的轴上运行）为车辆提供主动软杀防护。使得大黄蜂能够通过两个不同的效应器（武器和烟雾弹）非常快速地应对来自两个不同方向的直接威胁[26]。
- 大黄蜂防空卫兵，一种反无人机解决方案，可将40毫米榴弹发射器、空爆弹药、雷达和CerbAir（法语：CerbAir）的RF Hydra gonio相结合并协同工作[27]。
- 大黄蜂阿克伦，一款基于在炮塔上添加阿克伦MP（英语：Akeron MP）飞弹的反坦克解决方案。

## 标志

在以下三个部门以阿库斯的名称合并在一起之前使用的标志。

### 书籍
- Bernard Crochet. . 巴黎: éditions De Lodi/EDL. 2007-09-17  [2024-06-08]. ISBN 9782846903073. OCLC 470754803. （原始内容存档于2024-11-30） （法语）.

### 引文
1. ↑  Thomas Schumacher. . paxaquitania.fr. 2016-11-04  [2016-11-10]. （原始内容存档于2016-11-11） （法语）..
2. ↑  . arquus-defense.com.   [2023-11-17]. （原始内容存档于2023-01-07）..
3. ↑  .   [2024-04-14]. （原始内容存档于2023-03-29）.
4. ↑  . FOB - Forces Operations Blog. 2016-11-04  [2016-11-09]. （原始内容存档于2022-12-08） （法语）.
5. ↑  . 2016-11-04  [2024-04-14]. （原始内容存档于2024-04-05） （英语）.
6. ↑  Laurent Lagneau. . opex360.com. 2016-11-10  [2016-11-10]. （原始内容存档于2022-07-02） （法语）..
7. ↑  . lesechos.fr. 2017-07-25  [2017-09-28]. （原始内容存档于2017-08-05） （法语）.
8. ↑  . lesechos.fr.
9. ↑  Comment Le Drian ancre Renault Trucks Défense en France （页面存档备份，存于）, Challenges, 2016-12-08
10. ↑  . Challenges.   [2024-04-14]. （原始内容存档于2023-11-03）.
11. ↑  . lesechos.fr.   [2024-04-14]. （原始内容存档于2018-05-08）.
12. ↑  . arquus-defense.com.   [2020-02-24]. （原始内容存档于2020-02-24）.
13. ↑  Michel Cabirol. . 论坛报. 2020-02-26  [2020-02-26]. （原始内容存档于2020-02-26） （法语）..
14. ↑  Jean-Pierre Stroobants. . 世界报. 2024-01-16  [2024-04-14]. （原始内容存档于2024-04-23）.
15. ↑  . www.20minutes.fr.   [2024-02-01]. （原始内容存档于2024-02-19） （法语）.
16. ↑  Hassan Meddah. . 新工厂. 2020-05-07  [2020-05-08]. （原始内容存档于2020-04-12） （法语）..
17. ↑  Jean Guisnel. . 2009-07-01  [2024-04-14]. （原始内容存档于2016-11-11）..
18. ↑  . boitierrouge.com. 2016-04-10  [2016-11-10]. （原始内容存档于2017-01-29） （法语）..
19. ↑  . 论坛报. 2016-02-04  [2016-11-27]. （原始内容存档于2023-03-29） （法语）.
20. ↑  . taringa.net.   [2016-11-27]. （原始内容存档于2016-11-28） （西班牙语）..
21. ↑  .   [2024-04-14]. （原始内容存档于2024-04-08） （英语）..
22. ↑  . www.arquus-defense.com.   [2022-10-19]. （原始内容存档于2022-10-19）.
23. ↑  . www.arquus-defense.com.   [2022-10-19]. （原始内容存档于2022-10-19）.
24. ↑  Lagneau, Laurent. . Zone Militaire. 2022-02-01  [2022-10-19]. （原始内容存档于2022-10-19） （法语）.
25. ↑  Valpolini, Paolo. . EDR Magazine. 2022-06-13  [2022-10-19]. （原始内容存档于2022-10-19） （英语）.
26. ↑  Blablachars. . BLABLACHARS. 2021-09-17  [2022-10-19]. （原始内容存档于2022-10-19）.
27. ↑  . www.linkedin.com.   [2022-10-19]. （原始内容存档于2022-10-19） （英语）.